# Idaea storae
Idaea storae är en fjärilsart som beskrevs av Andreas 1928. Idaea storae ingår i släktet Idaea och familjen mätare. Inga underarter finns listade i Catalogue of Life.